# Anne på Ingleside
Anne på Ingleside (originaltitel: Anne of Ingleside) är Lucy Maud Montgomerys sjätte bok i serien om Anne på Grönkulla, första gången publicerad på engelska 1939 och på svenska 1985.
Bokens handling utspelar sig sju år efter Drömslottet, och på Ingleside har Anne och Gilbert nu fem barn: James Matthew ("Jem"), Walter Cuthbert, tvillingarna Anne ("Nan") och Diana ("Di") samt yngsta sonen Shirley. Under romanens gång, som sträcker sig över en period på omkring fyra år, föds även Anne och Gilberts yngsta barn, Bertha Marilla, även kallad "Rilla".